# Podsośnina
Podsośnina – wieś w Polsce położona w województwie lubelskim, w powiecie biłgorajskim, w gminie Łukowa.
W latach 1975–1998 miejscowość administracyjnie należała do województwa zamojskiego.
Wieś jest sołectwem w gminie Łukowa.
Wierni Kościoła rzymskokatolickiego należą do parafii Wniebowzięcia Najświętszej Maryi Panny w Łukowej.